# Leszek Balcerowicz

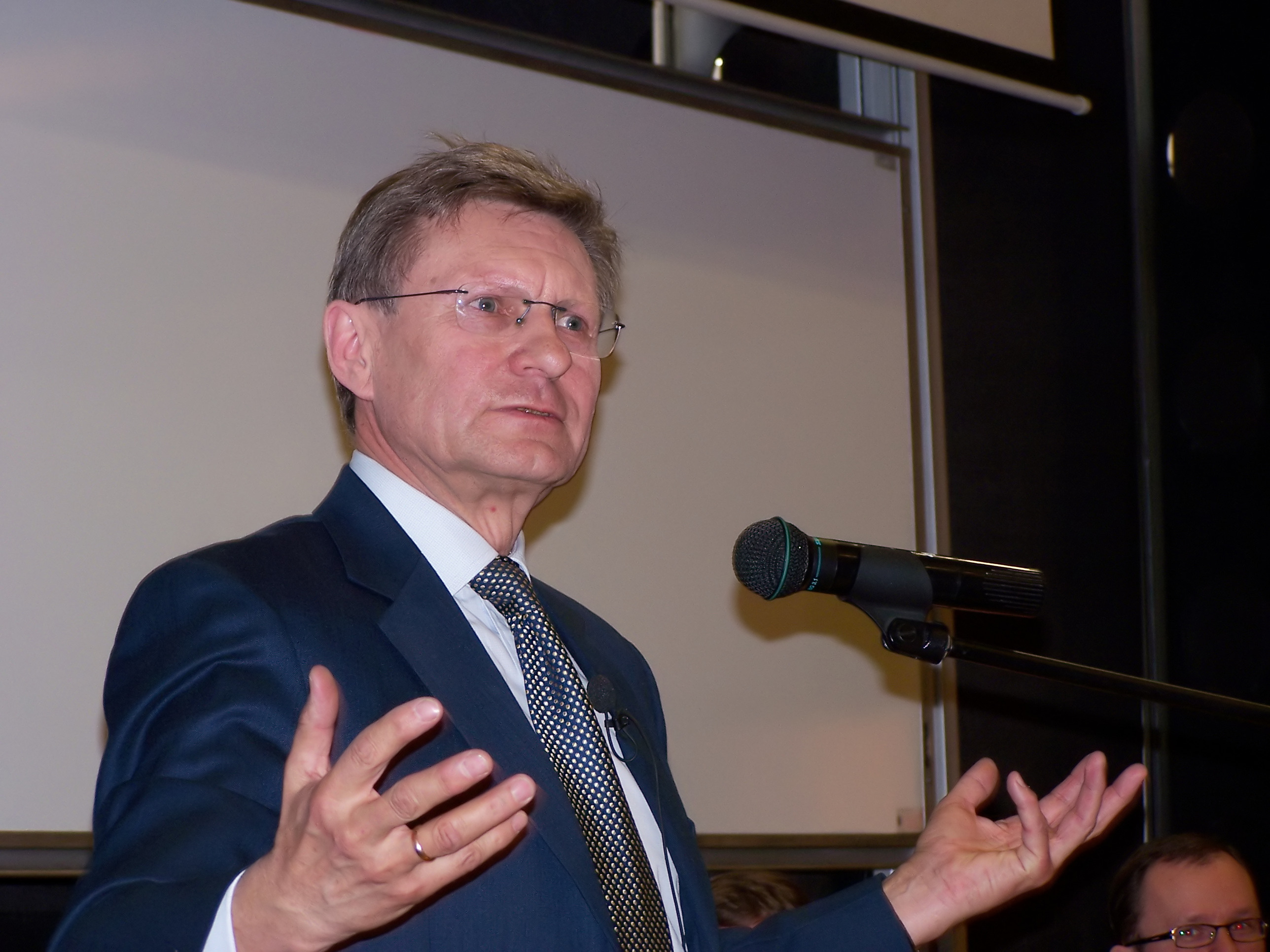
Leszek Balcerowicz (2008)

Leszek Henryk Balcerowicz ([ˈlɛʂɛk balt͡sɛˈrɔvit͡ʂ] anhörenⓘ) (* 19. Januar 1947 in Lipno) ist ein polnischer Professor für Wirtschaftswissenschaft und liberaler Politiker. Er war 1989–1991 und 1997–2000 Finanzminister seines Landes, von 1995 bis 2000 Parteivorsitzender der Freiheitsunion (UW) und von 2001 bis 2007 Präsident der Polnischen Nationalbank. Bekannt wurde er vor allem auf Grund des nach ihm benannten Balcerowicz-Plans, mit dem er 1990 die Zentralplanwirtschaft Polens radikal auf die Marktwirtschaft umstellte.

## Leben und Wirken
Leszek Balcerowicz studierte Außenhandel an der Hochschule für Planung und Statistik in Warschau. Er trat der Polnischen Vereinigten Arbeiterpartei (PZPR) bei und konnte damit in den 1970er Jahren ein Stipendium für die USA erhalten. Sein dortiges Studium schloss er mit einem Master of Business Administration ab, eine Besonderheit für einen Polen unter den damaligen politischen Verhältnissen.
Bereits in den 1980er Jahren veröffentlichte er einen zusammen mit Freunden erarbeiteten Plan zur marktwirtschaftlichen Reform der Volksrepublik Polen, welcher ihm das Angebot einbrachte, am Programm der Solidarność mitzuwirken. Er trat der Solidarność aber nicht bei. Bei der Verhängung des Kriegsrechts 1981 hielt er sich in Brüssel auf. Er kehrte nach Polen zurück und trat aus der PZPR aus. In den 1980er Jahren habilitierte sich Balcerowicz, studierte in Marburg und hielt in verschiedenen Ländern Vorträge. 1989 erhielt er einen Ruf nach England, entschied sich aber, den Posten des Finanzministers Polens anzunehmen.
Von September 1989 bis Dezember 1991 war er in den ersten nichtkommunistischen Regierungen unter Tadeusz Mazowiecki und Jan Krzysztof Bielecki Vizepremier und Finanzminister. Am 30. Dezember 1989 wurden die für den ersten Teil des Balcerowicz-Plans nötigen Gesetze verabschiedet. Zu dem Plan, unter anderem unterstützt durch einen Stabilisierungskredit des Internationalen Währungsfonds, gehörte die völlige Freigabe der Preise und die Verringerung des inflationären Lohnanstieges. Dieser plötzliche Übergang zur Marktwirtschaft wird als „Schocktherapie“ apostrophiert.
Von 1995 bis 2000 hatte er die Position des Parteivorsitzenden in der liberalen Unia Wolności (UW; Freiheitsunion). Vor allem vom westlichen Ausland gefeiert, verlor er innenpolitisch an Beliebtheit, da der wirtschaftliche Umbau auch einen Anstieg der Arbeitslosigkeit und Einschnitte in sozialen Leistungen verursachte. Bei der Parlamentswahl 1997 wurde die UW mit 13,4 Prozent der Stimmen stärkste Kraft und ging anschließend eine Koalition mit der konservativen Wahlaktion Solidarność (AWS) ein.
Von Oktober 1997 bis Juni 2000 hatte Balcerowicz wieder den Posten des Vizepremiers und Finanzministers in der Regierung unter Jerzy Buzek (AWS) inne. Der so genannte Zweite Balcerowicz-Plan (der unter anderem radikale Steuersenkungen und eine Reduzierung des Haushaltslochs vorsah) scheiterte wegen ungenügender politischer Vorbereitung und des Einspruchs des damaligen Präsidenten Aleksander Kwaśniewski und der AWS.
Von 2001 bis 2007 war Balcerowicz Präsident der Polnischen Nationalbank. Während seiner Amtszeit wurde er mehrfach von Politikern angegriffen, die die Nationalbank für die Wirtschaftsprobleme verantwortlich machten. 2004 nannte ihn The Banker den besten Zentralbankchef Europas, der es geschafft habe, den Złoty zu einer stabilen Währung zu machen.
Von Juni 2008 bis April 2012 war er Aufsichtsratsvorsitzender des Brüsseler Think Tanks BRUEGEL.
Im Jahr 2016 beriet er die ukrainische Regierung.
Balcerowicz ist Mitglied der Mont Pèlerin Society.

## Orden und Ehrungen
- 1992: Ludwig-Erhard-Preis für Wirtschaftspublizistik
- 1998: „Finance Minister of the year“ – Euromoney Magazine
- 2000: Hayek-Preis
- 2001: Bertelsmann-Preis
- 2002: „Preis Soziale Marktwirtschaft“ der Fasel-Stiftung
- 2005: Orden vom Weißen Adler
- 2006: Aufnahme in die Galeria Chwały Polskiej Ekonomii („Ehrenhalle der polnischen Volkswirtschaft“)[8]
- 2006: Doctor honoris causa, Wirtschaftsuniversität Posen
- 2018: Hayek-Medaille der Friedrich A. von Hayek-Gesellschaft[9]